# Sam Bennett
Sam Bennett (Wervik, Bélgica, 16 de octubre de 1990) es un ciclista profesional irlandés que desde 2024 corre para el equipo Decathlon AG2R La Mondiale Team.

## Palmarés
| 2009 - 1 etapa del An Post Rás 2010 - 1 etapa del Rhône-Alpes Isère Tour 2011 - Gran Premio Van de Stad Geel 2013 - 2 etapas del An Post Rás - 1 etapa de la Vuelta a Gran Bretaña 2014 - Clásica de Almería - Vuelta a Colonia - 1 etapa de la Vuelta a Baviera 2015 - 1 etapa del Tour de Catar - 2 etapas de la Vuelta a Baviera - 1 etapa de la Arctic Race de Noruega - París-Bourges 2016 - 1 etapa del Critérium Internacional - 1 etapa del Giro de Toscana - París-Bourges 2017 - 1 etapa de la París-Niza - 2 etapas del Tour de Eslovenia - 2 etapas del Tour de la República Checa - Giro de Münsterland - 4 etapas del Tour de Turquía 2018 - 3 etapas del Giro de Italia - Vuelta a Colonia - 3 etapas del Tour de Turquía | 2019 - 1 etapa de la Vuelta a San Juan - 1 etapa del UAE Tour - 2 etapas de la París-Niza - 2 etapas del Tour de Turquía - 1 etapa del Critérium del Dauphiné - Campeonato de Irlanda en Ruta - 3 etapas del BinckBank Tour - 2 etapas de la Vuelta a España 2020 - 1 etapa del Tour Down Under - Race Torquay - 1 etapa de la Vuelta a Burgos - 1 etapa del Tour de Valonia - 2 etapas del Tour de Francia, más clasificación por puntos - 1 etapa de la Vuelta a España 2021 - 2 etapas del UAE Tour - 2 etapas de la París-Niza - Clásica Brujas-La Panne - 2 etapas de la Vuelta al Algarve 2022 - Gran Premio de Fráncfort - 2 etapas de la Vuelta a España 2023 - 1 etapa de la Vuelta a San Juan - 3.º en el Campeonato de Irlanda en Ruta - 2 etapas del Tour de Sibiu 2024 - Cuatro Días de Dunkerque, más 4 etapas 2025 - 2 etapas del Tour La Provence - 2 etapas del Tour de la Región de los Países del Loira |

## Resultados

### Grandes Vueltas
Durante su carrera deportiva ha conseguido los siguientes puestos en las Grandes Vueltas:
| Carrera         | Carrera         | 2010 | 2011 | 2012 | 2013 | 2014 | 2015 | 2016  | 2017  | 2018  | 2019  | 2020  | 2021 | 2022 | 2023 | 2024 | 2025  |
| --------------- | --------------- | ---- | ---- | ---- | ---- | ---- | ---- | ----- | ----- | ----- | ----- | ----- | ---- | ---- | ---- | ---- | ----- |
|                 | Giro de Italia  | —    | —    | —    | —    | —    | —    | —     | 158.º | 112.º | —     | —     | —    | —    | —    | —    | 145.º |
|                 | Tour de Francia | —    | —    | —    | —    | —    | Ab.  | 174.º | —     | —     | —     | 138.º | —    | —    | —    | Ab.  | —     |
|                 | Vuelta a España | —    | —    | —    | —    | —    | —    | —     | —     | —     | 134.º | 137.º | —    | Ab.  | —    | —    | —     |
| Mundial en Ruta | Mundial en Ruta | —    | —    | —    | —    | —    | 40.º | Ab.   | —     | —     | Ab.   | —     | —    | —    | Ab.  | —    | —     |

—: no participa

Ab.: abandono

### Clásicas, Campeonatos y JJ. OO.
| Carrera                 | Carrera                 | 2010 | 2011 | 2012 | 2013 | 2014  | 2015  | 2016  | 2017 | 2018 | 2019 | 2020 | 2021 | 2022  | 2023 |
| ----------------------- | ----------------------- | ---- | ---- | ---- | ---- | ----- | ----- | ----- | ---- | ---- | ---- | ---- | ---- | ----- | ---- |
| Kuurne-Bruselas-Kuurne  | Kuurne-Bruselas-Kuurne  | —    | Ab.  | —    | —    | —     | 19.º  | Ab.   | 24.º | Ab.  | —    | —    | —    | —     | —    |
|                         | Milán-San Remo          | —    | —    | —    | —    | —     | 78.º  | 129.º | 66.º | —    | 28.º | 60.º | 42.º | —     | Ab.  |
| A Través de Flandes     | A Través de Flandes     | —    | —    | —    | —    | Ab.   | —     | —     | 32.º | —    | —    | —    | —    | Ab.   | —    |
| E3 Saxo Classic         | E3 Saxo Classic         | —    | Ab.  | —    | —    | —     | —     | —     | —    | —    | —    | —    | —    | —     | —    |
| Gante-Wevelgem          | Gante-Wevelgem          | —    | —    | —    | —    | 12.º  | Ab.   | —     | 17.º | —    | —    | Ab.  | 55.º | 106.º | Ab.  |
|                         | Tour de Flandes         | —    | —    | —    | —    | Ab.   | —     | —     | —    | —    | —    | —    | —    | —     | —    |
| Scheldeprijs            | Scheldeprijs            | —    | —    | —    | —    | 5.º   | Ab.   | 12.º  | —    | —    | —    | 8.º  | 2.º  | 13.º  | —    |
|                         | París-Roubaix           | —    | —    | —    | —    | 134.º | —     | F.c.  | —    | —    | —    | X    | —    | —     | —    |
| Cyclassics Hamburg      | Cyclassics Hamburg      | —    | —    | —    | —    | —     | 113.º | 130.º | 11.º | —    | —    | X    | X    | —     | Ab.  |
| Bretagne Classic        | Bretagne Classic        | —    | —    | —    | —    | —     | —     | —     | Ab.  | Ab.  | —    | —    | —    | —     | —    |
| Gran Premio de Quebec   | Gran Premio de Quebec   | —    | —    | —    | —    | —     | 86.º  | 52.º  | —    | Ab.  | —    | X    | X    | —     | —    |
| Gran Premio de Montreal | Gran Premio de Montreal | —    | —    | —    | —    | —     | Ab.   | 97.º  | —    | Ab.  | —    | X    | X    | —     | —    |
| París-Tours             | París-Tours             | —    | —    | —    | —    | —     | 100.º | 15.º  | —    | —    | —    | —    | —    | 3.º   | —    |
| Mundial en Ruta         | Mundial en Ruta         | —    | —    | —    | —    | —     | 40.º  | Ab.   | —    | —    | Ab.  | —    | —    | —     | Ab.  |
| Europeo en Ruta         | Europeo en Ruta         | X    | X    | X    | X    | X     | X     | —     | 11.º | —    | 6.º  | —    | Ab.  | 5.º   | —    |
| Irlanda en Ruta         | Irlanda en Ruta         | 8.º  | 5.º  | —    | —    | —     | —     | —     | 35.º | Ab.  | 1.º  | —    | Ab.  | —     | 3.º  |

—: no participa

F. c.: descalificado por "fuera de control"

Ab.: abandono

## Equipos
- Française des Jeux (2010)[6]
- An Post-ChainReaction (2011-2013)
  - An Post-Sean Kelly (2011-2012)
  - An Post-ChainReaction (2013)
- NetApp/Bora (2014-2019)
  - Team NetApp-Endura (2014)
  - Bora-Argon 18 (2015-2016)
  - Bora-Hansgrohe (2017-2019)
- Deceuninck-Quick Step[7] (2020-2021)
- Bora-Hansgrohe (2022-2023)
- Decathlon AG2R La Mondiale Team (2024-)